# Anders Eberhard Svedelius
Anders Eberhard Svedelius, född 18 april 1823 i Stockholm, död 19 oktober 1894 i Djursholm, Danderyds församling, var en svensk militär.

## Biografi
Anders Eberhard Svedelius var son till grosshandlare Anders Svedelius och Lovisa Charlotta von Schantz. Han blev officer 1843, kapten vid Dalregementet 1859, major där 1868, överstelöjtnant vid Dalregementet 1869 och var chef för Västerbottens fältjägarekår 1874–1883. Svedelius befordrades till överste 1881. Åren 1851–1859 var han lärare vid Falu högre allmänna läroverk. Svedelius blev riddare av Svärdsorden 1867.